# Percy Rees
Pour les articles homonymes, voir Rees.
Percy Rees est un joueur britannique de hockey sur gazon (27 septembre 1883 – 16 juin 1970), membre de l’équipe olympique qui remporta la médaille d’or aux Jeux olympiques de Londres en 1908.